# Journal of Animal Physiology and Animal Nutrition
Journal of Animal Physiology and Animal Nutrition is een internationaal, aan collegiale toetsing onderworpen wetenschappelijk tijdschrift op het gebied van de veeteelt en de diergeneeskunde. De naam wordt in literatuurverwijzingen meestal afgekort tot J. Anim. Physiol. Anim. Nutr.